# НБА в сезоні 1968–1969
Сезон НБА 1968–1969 був 23-ім сезоном в Національній баскетбольній асоціації. Переможцями сезону стали «Бостон Селтікс», які здолали у фінальній серії «Лос-Анджелес Лейкерс».

## Регламент змагання
Участь у сезоні брали 14 команд, розподілених між двома дивізіонами.
По ходу регулярного сезону кожна з команд-учасниць провела по 82 гри. До плей-оф, який проходив за олімпійською системою, виходили по 4 кращих команди з кожного дивізіону. На стадії півфіналів дивізіонів проводилися серії ігор до чотирьох перемог, причому лідерам регулярного сезону кожного з дивізіонів протистояли команди, що посіли четверті місця тих же дивізіонів, а другі та треті місця складали другу півфінальну пару кожного з дивізіонів. Переможці півфіналів грали між собою у фіналах дивізіонів, в яких для перемоги також необхідно було виграти чотири гри серії.
Чемпіони кожного з дивізіонів, що визначалися на стадії плей-оф, для визначення чемпіона НБА зустрічалися між собою у Фіналі, що складався із серії ігор до чотирьох перемог.

## Регулярний сезон

### Підсумкові таблиці за дивізіонами
| Східний                         | В  | П  | %П   | Відст | Дом   | Гост  | Нейтр | Див   |
| ------------------------------- | -- | -- | ---- | ----- | ----- | ----- | ----- | ----- |
| x-«Балтимор Буллетс»            | 57 | 25 | .695 | –     | 29–9  | 24–15 | 4–1   | 26–14 |
| x-«Філадельфія Севенті-Сіксерс» | 55 | 27 | .671 | 2     | 26–8  | 24–16 | 5–3   | 23–17 |
| x-«Нью-Йорк Нікс»               | 54 | 28 | .659 | 3     | 30–7  | 19–20 | 5–1   | 26–14 |
| x-«Бостон Селтікс»              | 48 | 34 | .585 | 9     | 24–12 | 21–19 | 3–3   | 23–17 |
| «Цинциннаті Роялс»              | 41 | 41 | .500 | 16    | 15-13 | 16–21 | 10–7  | 20–20 |
| «Детройт Пістонс»               | 32 | 50 | .390 | 25    | 21–17 | 7–30  | 4–3   | 13–27 |
| «Мілвокі Бакс»                  | 27 | 55 | .329 | 30    | 15–19 | 8–27  | 4–9   | 7–29  |

| Західний                   | В  | П  | %П   | Відст | Дом   | Гост  | Нейтр | Див   |
| -------------------------- | -- | -- | ---- | ----- | ----- | ----- | ----- | ----- |
| x-«Лос-Анджелес Лейкерс»   | 55 | 27 | .671 | –     | 32–9  | 21–18 | 2–0   | 30–10 |
| x-«Атланта Гокс»           | 48 | 34 | .585 | 7     | 28–12 | 18–21 | 2–1   | 26–14 |
| x-«Сан-Франциско Ворріорс» | 41 | 41 | .500 | 14    | 22–19 | 18–21 | 1–1   | 20–20 |
| x- «Сан-Дієго Рокетс»      | 37 | 45 | .451 | 18    | 25–16 | 8–25  | 4–4   | 20–20 |
| «Чикаго Буллз»             | 33 | 49 | .402 | 22    | 19–21 | 12–25 | 2–3   | 19–21 |
| «Сіетл Суперсонікс»        | 30 | 52 | .366 | 25    | 18–18 | 6–29  | 6–5   | 15–23 |
| «Фінікс Санз»              | 16 | 66 | .195 | 39    | 11–26 | 4–28  | 1–12  | 8–30  |

Легенда:
- x – Учасники плей-оф

## Плей-оф
Переможці пар плей-оф позначені жирним. Цифри перед назвою команди відповідають її позиції у підсумковій турнірній таблиці регулярного сезону конференції. Цифри після назви команди відповідають кількості її перемог у відповідному раунді плей-оф.
|  | Півфінали дивізіонів | Півфінали дивізіонів | Півфінали дивізіонів |         |   | Фінали дивізіонів | Фінали дивізіонів | Фінали дивізіонів |  |  | Фінал НБА | Фінал НБА    | Фінал НБА |
|  |                      |                      |                      |         |   |                   |                   |                   |  |  |           |              |           |
|  | 1                    | Л.А. Лейкерс         | 4                    |         |   |                   |                   |                   |  |  |           |              |           |
|  | 3                    | Сан-Франциско        | 2                    |         |   |                   |                   |                   |  |  |           |              |           |
|  | 3                    | Сан-Франциско        | 2                    |         | 1 | Л.А. Лейкерс      | 4                 |                   |  |  |           |              |           |
|  | Західний Дивізіон    |                      |                      |         | 1 | Л.А. Лейкерс      | 4                 |                   |  |  |           |              |           |
|  |                      |                      | 2                    | Атланта | 1 |                   |                   |                   |  |  |           |              |           |
|  | 4                    | Сан-Дієго            | 2                    | Атланта | 1 | 2                 |                   |                   |  |  |           |              |           |
|  | 4                    | Сан-Дієго            |                      |         |   | 2                 |                   |                   |  |  |           |              |           |
|  | 2                    | Атланта              | 4                    |         |   |                   |                   |                   |  |  |           |              |           |
|  |                      |                      |                      |         |   |                   |                   |                   |  |  | W1        | Л.А. Лейкерс | 3         |
|  |                      |                      | E4                   | Бостон  | 4 |                   |                   |                   |  |  |           |              |           |
|  | 1                    | Балтимор             | 0                    |         |   |                   |                   |                   |  |  |           |              |           |
|  | 3                    | Нью-Йорк             | 4                    |         |   |                   |                   |                   |  |  |           |              |           |
|  | 3                    | Нью-Йорк             | 4                    |         | 3 | Нью-Йорк          | 2                 |                   |  |  |           |              |           |
|  | Східний Дивізіон     |                      |                      |         | 3 | Нью-Йорк          | 2                 |                   |  |  |           |              |           |
|  |                      |                      | 4                    | Бостон  | 4 |                   |                   |                   |  |  |           |              |           |
|  | 4                    | Бостон               | 4                    | Бостон  | 4 | 4                 |                   |                   |  |  |           |              |           |
|  | 4                    | Бостон               |                      |         |   | 4                 |                   |                   |  |  |           |              |           |
|  | 2                    | Філадельфія          | 1                    |         |   |                   |                   |                   |  |  |           |              |           |

## Лідери сезону за статистичними показниками
| Показник                  | Гравець         | Команда                | Результат |
| ------------------------- | --------------- | ---------------------- | --------- |
| Очки                      | Елвін Геєс      | «Сан-Дієго Рокетс»     | 2,327     |
| Підбирання                | Вілт Чемберлейн | «Лос-Анджелес Лейкерс» | 1,712     |
| Передачі                  | Оскар Робертсон | «Цинциннаті Роялс»     | 772       |
| % влучань з гри           | Вілт Чемберлейн | «Лос-Анджелес Лейкерс» | .583      |
| % влучань штрафних кидків | Ларрі Зігфрід   | «Бостон Селтікс»       | .864      |

## Нагороди НБА

### Щорічні нагороди
- Найцінніший гравець: Вес Анселд, «Балтимор Буллетс»
- Новачок року: Вес Анселд, «Балтимор Буллетс»
- Тренер року: Джин Шу, «Балтимор Буллетс»

| - Перша збірна всіх зірок: - Елджин Бейлор, «Лос-Анджелес Лейкерс» - Вес Анселд, «Балтимор Буллетс» - Біллі Каннінгем, «Філадельфія Севенті-Сіксерс» - Ерл Монро, «Балтимор Буллетс» - Оскар Робертсон, «Цинциннаті Роялс» | - Друга збірна всіх зірок: - Дейв Дебушер, «Нью-Йорк Нікс» - Гел Грір, «Філадельфія Севенті-Сіксерс» - Джон Гавлічек, «Бостон Селтікс» - Вілліс Рід, «Нью-Йорк Нікс» - Джеррі Вест, «Лос-Анджелес Лейкерс» |

| - Перша збірна всіх зірок захисту: - Дейв Дебушер, «Нью-Йорк Нікс» - Волт Фрейзер, «Нью-Йорк Нікс» - Білл Расселл, «Бостон Селтікс» - Джеррі Слоан, «Чикаго Буллз» - Нейт Термонд, «Сан-Франциско Ворріорс» | - Друга збірна всіх зірок захисту: - Білл Бріджес, «Атланта Гокс» - Джон Гавлічек, «Бостон Селтікс» - Руді Ларуссо, «Сан-Франциско Ворріорс» - Том Сандерс, «Бостон Селтікс» - Джеррі Вест, «Лос-Анджелес Лейкерс» |

- Перша збірна новачків:
  - Гарі Грегор, «Фінікс Санз»
  - Арт Гарріс, «Сіетл Суперсонікс»
  - Елвін Геєс,«Сан-Дієго Рокетс»
  - Білл Г'юїтт, «Лос-Анджелес Лейкерс»
  - Вес Анселд, «Балтимор Буллетс»